# Хомер, Дэрил
Дэрил Хомер (англ. Daryl Homer, род. 16 июля 1990 года) — американский фехтовальщик на саблях, серебряный призёр Олимпийских игр 2016 года, многократный панамериканский чемпион, призёр чемпионата мира.

## Биография
Родился в 1990 году на острове Сент-Томас, входящем в Американские Виргинские острова. В пятилетнем возрасте вместе с матерью и младшей сестрой переехал в Нью-Йорк (своего отца он никогда не видел). В 11 лет занялся фехтованием. В 2007 году стал бронзовым призёром чемпионата мира среди кадетов, в 2009 году — бронзовым призёром чемпионата мира среди юниоров.
В 2011 году стал обладателем двух золотых медалей Панамериканского чемпионата. В 2012 году вновь стал панамериканским чемпионом, но на Олимпийских играх в Лондоне выступил неудачно. В 2013 году завоевал золотую и бронзовую медали Панамериканского чемпионата, в 2014 году повторил этот результат. В 2015 году стал обладателем серебряной медали чемпионата мира.